# Stóg Izerski
Stóg Izerski – osada w Polsce położona w województwie dolnośląskim, w powiecie lwóweckim, w gminie Mirsk.
Osada położona jest w pobliżu szczytu Stóg, znajduje się w niej Schronisko PTTK na Stogu Izerskim.
W latach 1975–1998 miejscowość należała administracyjnie do województwa jeleniogórskiego.